# 新潟短期大学
新潟短期大学（にいがたたんきだいがく）は、新潟県柏崎市大字安田2510番地2　に本部を置いていた日本の私立大学である。1950年に設置され、1990年に廃止された。大学の略称は新短。

## 概要

### 大学全体
- 新潟県柏崎市に所在した[1]日本の私立短期大学で、設置主体は学校法人柏専学院[2]。
- 前身は、財団法人柏専学院が1947年（昭和22年）6月に開学した「柏崎専門学校」である。
- 国内で最初に認可された私立短大132校の中の1校として柏崎短期大学が設立認可され[3]、学校は短期大学へ移行。学科数1[4]、入学定員80名体制で1950年（昭和25年）に開学[5][6]、1951年3月1日に財団法人は学校法人へ移行した[7]。
- 1958年（昭和33年）4月教育活動をより広い視野に立つものとすることや、将来の成長・発展の願いも込め、校名を新潟短期大学に改称、同時に附属高校[注 1]を併設し開校した。
- 1983年（昭和58年）、教授会及び理事会で四年制大学への改組転換が決定。1987年（昭和62年）度の入学者を最後に短期大学としての使命を終え、1990年（平成2年）12月21日付で正式に廃止された[8]。

### 教育および研究
- 新潟短期大学は、経済学をベースに｢商経｣・｢教職｣・｢編入学｣の3コースを設けていた[9]。

## 沿革
- 1947年
  - 6月 旧 農学校を仮校舎として柏崎専門学校が経済科・被服科の学科体制をもって開校する[10]。
- 1949年
  - 10月 文部省[注釈 2]に短期大学[注 2]の設置認可に関する申請を以下の通り行う[11][12][13][14]。
    - 経済学科 入学定員80[15]
- 1950年
  - 3月14日 左記を以て短期大学の設置が文部省[注釈 2]より認可される[16]。上記の通りと変更なし。
  - 4月1日 左記を以て柏崎短期大学（かしわざきたんきだいがく）[注 3]が開学する[17][5]。
- 1954年 教員養成課程が認可される[18][19]。
- 1962年
  - 10月 柏崎市郊外に新校舎が落成される[18]。
- 1958年
  - 4月1日 左記を以て新潟短期大学と改称[20][注 4]。
- 1980年
  - 4月1日 左記を以て経済科の入学定員を80[22]→120へ増員[23][注 6]。
- 1987年
  - 4月1日 本年度をもって学生募集を最後とする[注 8][注釈 3]。
- 1988年
  - 4月1日 この年度より学生募集が停止[26][27]されたことにより、総定員を240→120[28]に変更となる[注 10]。
- 1990年
  - 12月21日 左記を以て正式廃止[注 12][8]。

## 基礎データ

### 所在地
- 新潟県柏崎市大字安田2510-2[注釈 1]

### 象徴
- 新潟短期大学のカレッジマークは右記を参照[18]。

## 教育および研究

### 組織

#### 学科
- 経済学科[注 13]

#### 専攻科
- なし

#### 別科
- なし

#### 取得資格について
- 中学校教諭二級免許状（職業）の課程が設置されていた。1970年代の前半、新潟県内では職業科教諭の教員採用試験が行われていなかったため、その課程を履修しながら、大学通信教育を受講して国語・英語・社会などの教科目の受講も指導していた。ほか、短大卒業後、選考されて教育研究生として残り、指導を受けることにより幼稚園教諭二種免許状や小学校教諭二種免許状を取得することも可能となっていた時期もあった[9]。
- 当初は中学校教諭ほか高等学校教諭免許状（商業）の教職課程を併設[32][33][34]。
- 司書教諭[35]

#### 附属機関
- 経済学研究所[34]
- 図書館[34]

### 研究
- 『新潟短期大学社会科学論集』[36]
- 「関越道と流通条件」[37]

## 学生生活

### 学園祭
- 源流とされる旧制専門学校を含めて開校20周年を記念とした学園祭の冊子[38]、ならびに開校30周年を記念とした学園祭案内冊子[39]らしきものが柏崎市立図書館にそれぞれ所蔵されている。

## 大学関係者と組織

### 大学関係者組織
- 新潟短期大学には「久味山会」と称した同窓会組織があった。

### 主な大学関係者
理事長
- 下条恭兵[40]

歴代学長
- 松沢兼人[41][42]

### 主な出身者
- 佐藤啓介 - あみやき亭創業者・会長兼社長、スエヒロレストランシステム会長[43]

## 対外関係

### 系列校
- 附属学校の欄を参照。

## 社会との関わり
- 廃止決定前の1988年7月において『文章言語表現』なる公開講座が催された[44]。

## 卒業後の進路について

### 就職について
- 一般企業が大半だったが、教職についた人もみられている。

### 編入学･進学実績
- 秋田経済大学・上武大学・亜細亜大学・国士舘大学・淑徳大学・専修大学・大東文化大学・拓殖大学・東京経済大学・日本大学・明治大学・立正大学・日本福祉大学・大阪経済大学・大阪商業大学などの編入学実績がある[9]。

## 附属学校
- 新潟短期大学附属高等学校を擁していた。